# 奧因斯磨坊 (馬里蘭州)
奧因斯磨坊（英語：Owings Mills）是位於美國馬里蘭州巴爾的摩縣的一個普查規定居民點。

## 人口
根據2020年美國人口普查的數據，奧因斯磨坊的面積為24.79平方千米，當中陸地面積為24.69平方千米，而水域面積為0.10平方千米。當地共有人口35674人，而人口密度為每平方千米1,439.05人。